# Ullared
Ullared er en by i Ullareds sogn, Falkenbergs kommun, Sverige. Byen ligger ca. 30 km nordøst for Falkenberg. Byen har 854 indbyggere. I byen ligger stormagasinet Gekås, der omsætter årligt for omkring 5.600 mio. kr.. I Ullared mødes amtsvej 153 og amtsvej 154. Tidligere mødtes Falkenbergs Järnväg og Varberg-Ätrans Järnväg i landsbyen.